# إثنيات دينية

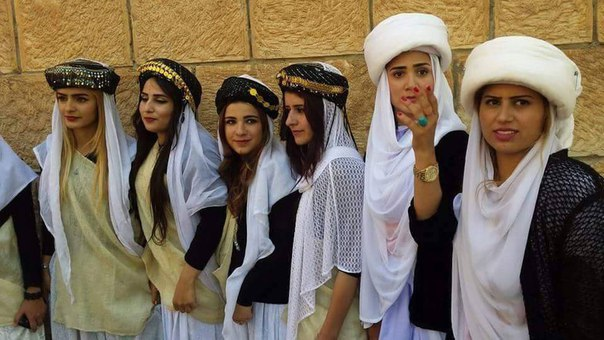
فتيات أيزيديات في اللباس الفلكلوري؛ يُعد اليزيديين مجموعة إثنية دينيّة.

المجموعات الإثنية الدينيّة هي مجموعات إثنية من الناس حيث أن الديانة هي عامل موّحد ومشترك بين أعضاء هذه المجموعة الإثنية. المجتمعات الإثنية الدينية تحدد هويتها الإثنية ليس حصرا من خلال تراث الأجداد ولا فقط ببساطة عن طريق الانتماء الديني، ولكن في كثير من الأحيان من خلال مزيج بين الإثنين معًا. الانتماء أيضًا يتكوّنff من خلال تاريخ مشترك طويل، تقليد ثقافي خاص بها، منطقة المنشأ الجغرافي المشترك أو النسب: لغة مشتركة؛ والأدب المشترك الخاص؛ والدين المشترك والمختلف عن الجماعات المجاورة، كونهم أقلية أو كونهم من المظلومين أو المجموعة المهيمنة داخل مجتمع أكبر.
أمثلة عن مجموعات إثنية دينيّة هي اليهود، والآشوريين، والأرمن، والدروز، والأقباط، واليزيديين، والزرادشتيين، والهوغونوتيين.
في المجموعة الإثنية الدينيّة هناك تركيز خاص على زواج الأقارب الديني، والمعارضة للزيجات بين الأديان المختلفة (عدا عن أن الإسلام يحل الزواج من أهل الكتاب)، كوسيلة من وسائل الحفاظ على الإستقرار والحفاظ على المجتمع والثقافة الخاصة به. وهذا الالتزام الديني في زواج الأقارب يمكن أيضًا، وفي بعض الحالات، أن يكون مرتبط بالقومية العرقية في حالة ما إذا كانت تمتلك المجموعة العرقية الدينية قاعدة تاريخية في منطقة محددة.

## تحديد مجموعة الإثنيات الدينية
بشكل عام، تحدد المجتمعات الإثنية الدينية هويتها العرقية، ليس فقط من خلال تراث الأسلاف أو من خلال الانتماء الديني فقط، ولكن من خلال مزيج من الاثنين. تمتلك المجموعة الإثنية الدينية تاريخاً مشتركاً وتقاليداً ثقافية - يُمكن تعريفها على أنها دينية - خاصةً بها. في العديد من الحالات، تكون المجموعات الإثنية الدينية مجموعات إثنية وثقافية ذات دين عرقي تقليدي. في حالات أخرى، تبدأ الجماعات الإثنية الدينية كطوائف يوحّدها إيمان مشترك، والذي من خلال الزواج داخل المجموعة تطورت العلاقات الثقافية والأسلاف. يمكن أن تختلف المهمة القانونية ما هي المجموعة الإثنية المعينة عن التعريف المذكور أعلاه.
يتم تعزيز بعض هويات الجماعات الإثنية الدينية من خلال تجربة العيش داخل مجتمع أكبر كأقلية متميزة. ويمكن ربط الجماعات العرقية الدينية بالقومية الإثنية إذا كانت المجموعة الإثنية الدينية تمتلك قاعدة تاريخية في منطقة معينة. وفي العديد من المجموعات الإثنية الدينية يتم التركيز على الزواج داخل المجموعة، ورفض أي شكل بين الزواج بين الأديان أو الجماعات المختلفة، وذلك كوسيلة للحفاظ على الإستقرار والبقاء التاريخي للمجتمع والثقافة.

## أمثلة

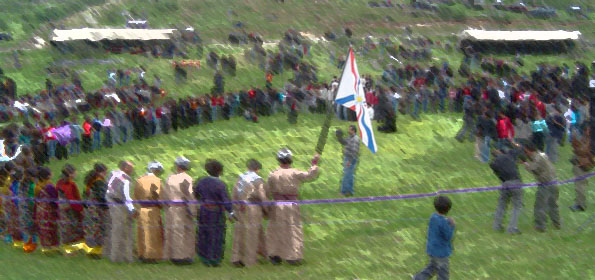
يعد الآشوريون/السريان/الكلدان إثنية دينية مسيحية.

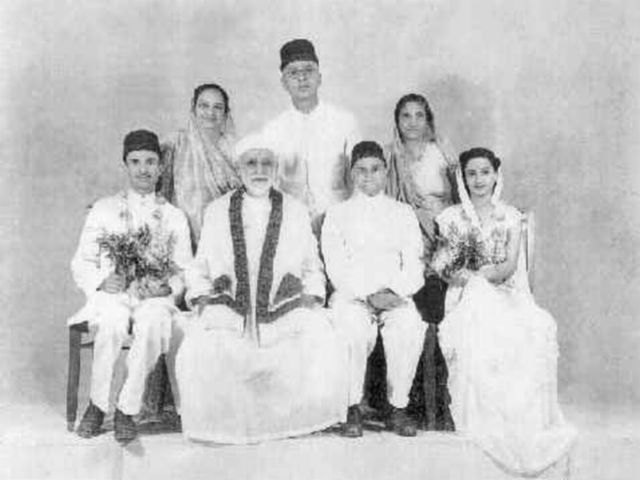
أسرة من البارسيين وهي إثنية دينية.

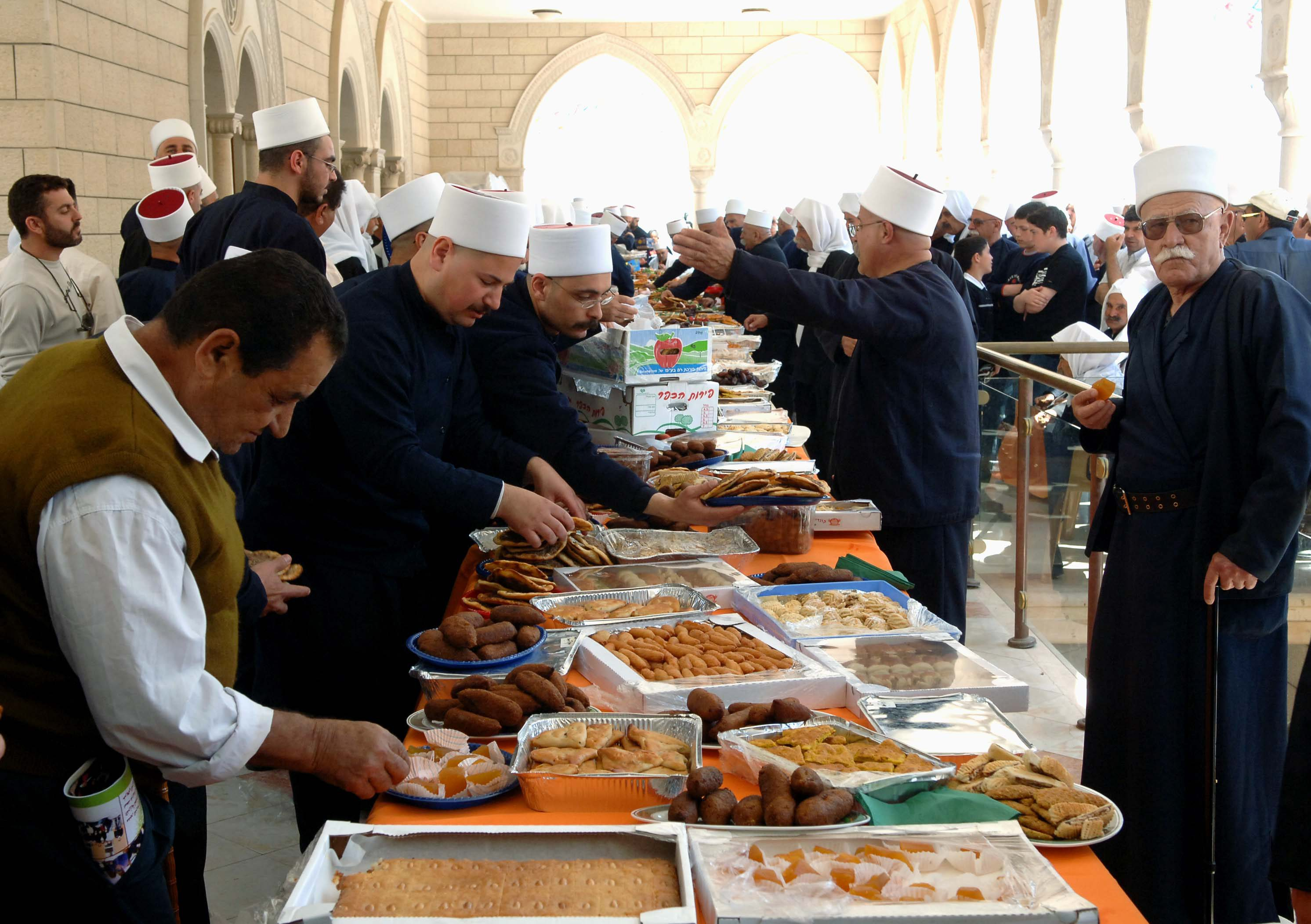
دروز خلال زيارة مقام النبي شعيب: يعد الموحدون الدروز إثنية دينية عربية.

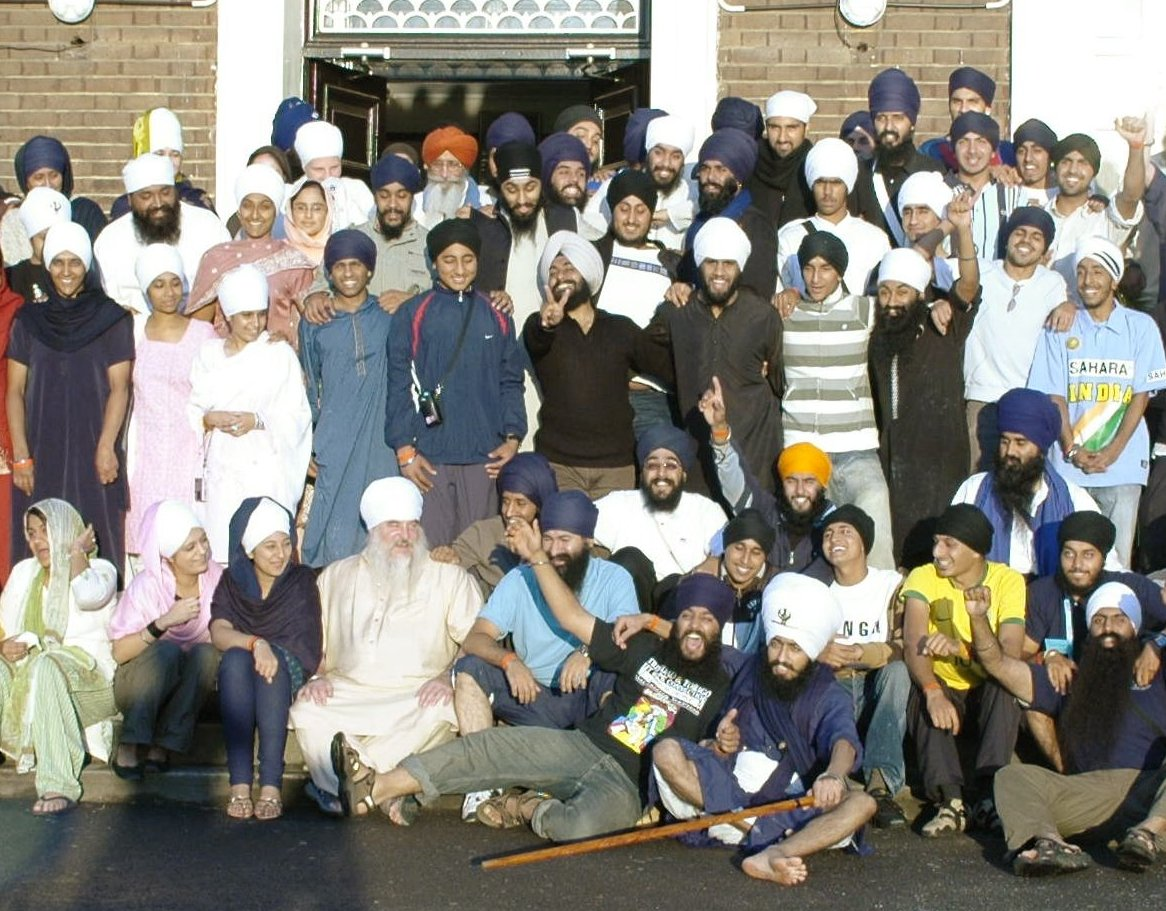
يعد السيخ إثنية دينية.

مصطلح «عرقية دينية» قد تطبيق من قبل مؤلف واحد على الأقل لكل من المجموعات التالية:
- الأتشيهيون.
- العلويون.[11]
- الأميش.[8]
- الأرمن.[11]
- الآشوريون/السريان/الكلدان.[12]
- الباليون.
- هندوس البنغال.
- البوشناق.[13][14]
- الأقباط.[15]
- الكروات.[16]
- الموحدون الدروز.[8]
- كاثوليك غوا.
- الغوراني.
- الهوي.[17]
- الهوتيريون.
- اليهود.[18][19][20]
- قرائيو القرم.[21]
- شعب الملايو.[22][23][24][25][26]
- المينانغكابو.
- المندائيون.
- كاثوليك مانغلور.
- الموارنة.[27]
- المينونايت.
- مسيحيو مار توما.
- البارسيون.[7]
- الأغريق.
- السامريون.[28]
- الصرب.[16]
- الصوماليون.
- السيخ.[9][10]
- تركمان سوريا.[11]
- ولدينيسيون.[29]
- يزيديون.

### القضية اليهودية

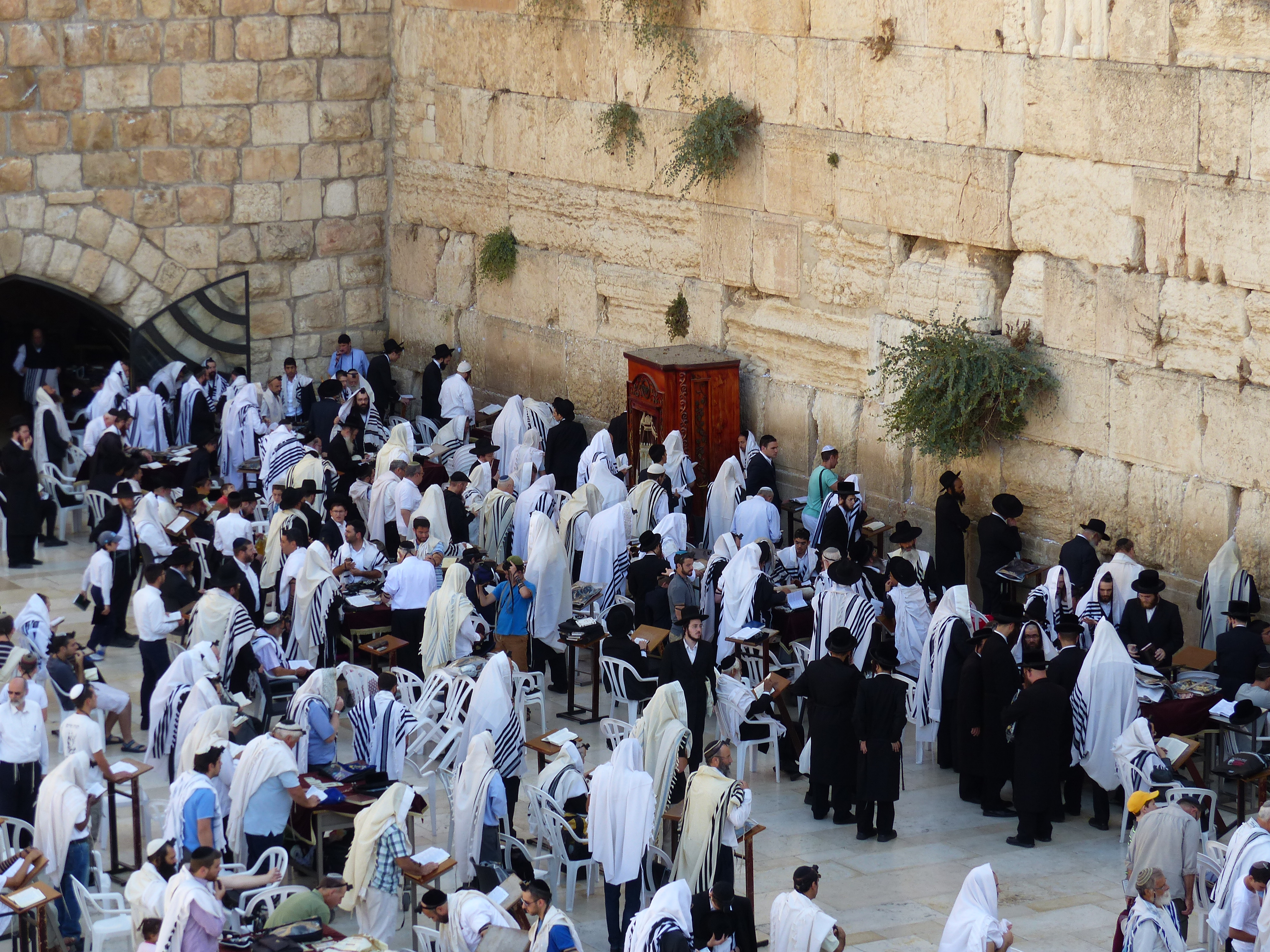
يهود يؤدون الصلوات أمام حائط المبكى؛ يُعد اليهود مجموعة إثنية دينيّة.

قبل النفي البابلي، كان بني إسرائيل قد برزوا بالفعل كجماعة عرقية، ربما قبل عصر هوشع.
منذ القرن التاسع عشر تبنت اليهودية الإصلاحية لاهوتاً والذي يختلف عن اليهودية التقليدية، وعلى الرغم من أن حركة الإصلاح في السنوات الأخيرة اعتمدت بعض الممارسات التقليدية. بحلول نهاية القرن العشرين، أصبحت حركة اليهودية الإصلاحية مهيمنة في الولايات المتحدة. وفي الولايات المتحدة، أدى ارتفاع التزاوج بين أتباع الأديان المختلفة إلى محاولات لتسهيل تحويل الزوج. على الرغم من التحول من أجل تسهيل الزواج يعارض بشدة من قبل القانون اليهودي التقليدي. وإذا لم يقم الزوج بالتحول إلى اليهودية فإن حركة اليهودية الإصلاحية سوف تعترف باليهودية حسب نسب الأب. بالمقابل لا يعترف اليهود التقليديين إلا بالنسب الأم. ولا يعرف العديد من الأطفال أبناء الزيجات المختلطة بأنهم يهوداً، وحركة اليهودية الإصلاحية تعترف فقط بالأطفال من الزيجات المختلطة بصفتهم يهودية إذا «ثبتوا من خلال أعمال رسمية وفعالة لتحديد الهوية مع العقيدة اليهودية والشعب اليهودي».
منذ منتصف عقد 1960 أصبحت الهوية الوطنية الإسرائيلية مرتبطة ارتباطاً وثيقاً بالهوية اليهودية. في السنوات الأخيرة، تبنى بعض المناهضين للصهيونية مجموعة متنوعة من النظريات التي تهدف إلى إثبات أن اليهود المعاصرين هم أحفاد متحولين، والذي من شأنه في نظرهم أن يجعل الصهيونية شكلاً من العنصرية اللاعقلانية الحديثة، وفي الوقت نفسه قطع العلاقات اليهودية مع أرض إسرائيل. في إسرائيل، تتمتع المحاكم الدينية اليهودية بالسلطة على مسائل الأحوال الشخصية التي تؤدي إلى الاحتكاك باليهود العلمانيين الذين يجدون في بعض الأحيان أنهم يجب أن يغادروا البلاد للزواج أو الطلاق. تتعلق بشكل خاص بالوضع الموروثي مثل زواج الذكور من الخط الكهنوتي، والأشخاص الذين لا يعترف بهم اليهود من قبل المحاكم الحاخامية.

### قضية تجديدية العماد

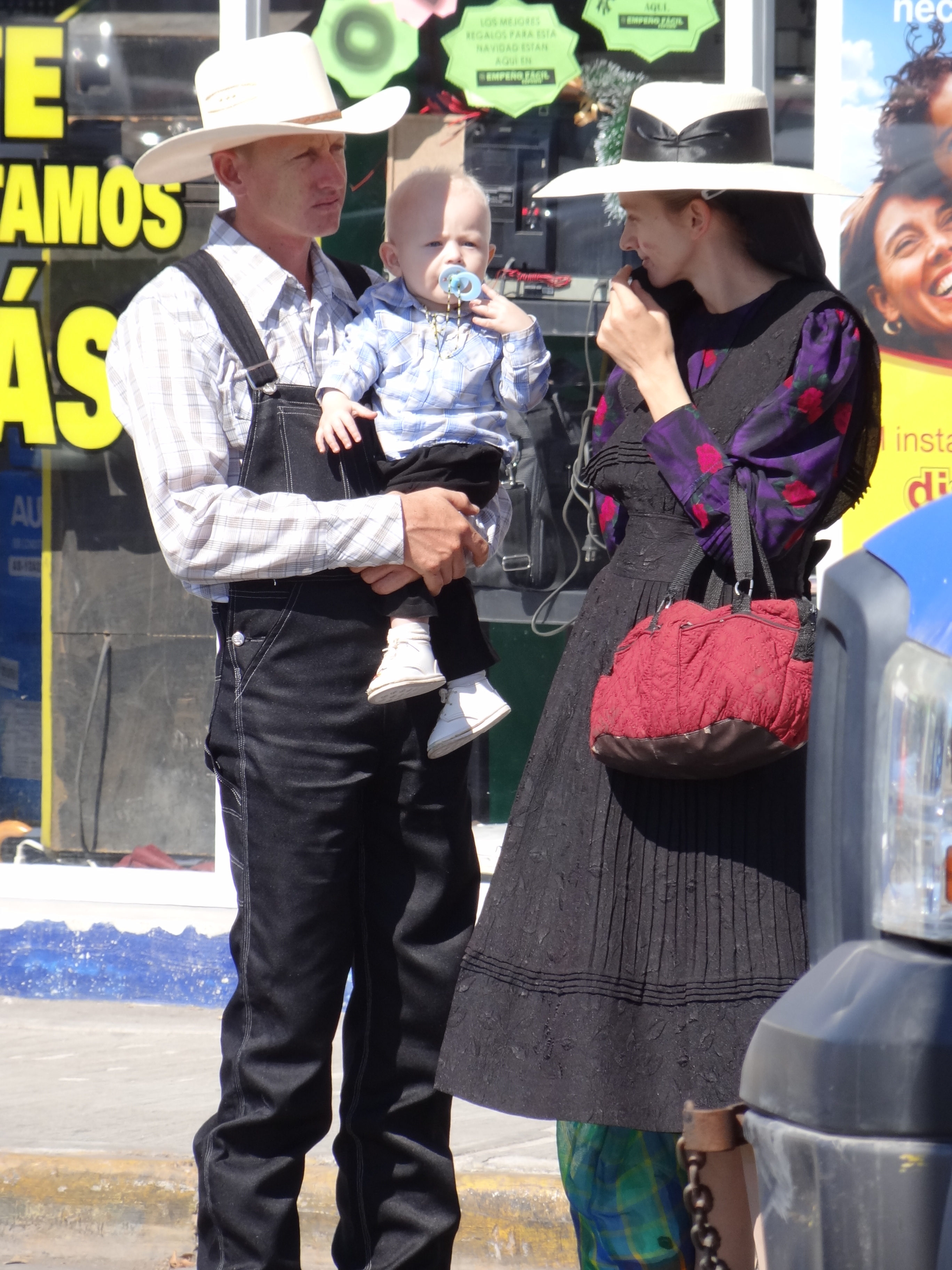
أسرة مينوناتية في المكسيك؛ يُعد المينونايت مجموعة إثنية دينيّة.

الأمثلة الكلاسيكية الأخرى للجماعات الإثنية الدينية هي مجموعات تجديدية العماد المسيحية التقليدية مثل طائفة الآميش، والهوتريتيين والمينونايت. ولدى كل هذه الجماعات خلفية ألمانية مُشتركة، وتتشارك في التحدث بلهجة ألمانية في الحياة اليومية (اللغة الألمانية البنسلفانية وغيرها) ونسخة مشتركة من إيمانهم المسيحي وهي طائفة تجديديه العماد، وتاريخ مشترك من عدة مئات من السنين، وقبولها لعدد قليل جداً من الغرباء في مجتمعاتهم في السنوات 250 الماضية.
يُعد المينونات الروس (بالألمانية: Russland-Mennoniten) واحدة من أبرز المجموعات الإثنية المينوناتية، وقد شكلوا واحدة من الجماعات الإثنيّة في جنوب الإمبراطورية الروسية (أوكرانيا حاليًا) وهم من أصول ألمانية هولندية وبروسيا الغربية ممن هربوا من الاضطهادات من أوروبا الوسطى، أما أصول المينونات في أمريكا الشمالية فهي هولندية وألمانية وتتحدث اللغة المينوناتية الألمانية السفلى واللغة الهولندية البنسلفانية وتشترك في التراث الهولندي والألماني-السويسري والألماني. وتزاوج المينونايت من نفس الطائفة لقرون، وتطورت طائفة المينونايت إلى مجموعة عرقية في روسيا منذ 1789 وفي أمريكا الشمالية منذ 1730، حيث حافظت لفترة طويلة تقريبًا على ثقافتها الخاصة واللغة المينوناتية الألمانية السفلى واللغة الهولندية البنسلفانية.
حتى منتصف عام 1950 كانت الغالبية العظمى من المينونايت من أصول أوروبية وسطى وذات ثقافة ألمانية وهولندية، وعاشت الغالبية العظمى منهم في أوروبا وأمريكا الشمالية والمكسيك والبرازيل. الا أن ديموغرافيا وانتشار المينونايت مع الأنشطة التبشيريّة من قبل المينونايت أدّى إلى ازدياد عدد المتحولين في أفريقيا والهند وإندونيسيا وأماكن أخرى خارج أوروبا وأمريكا الشمالية من شعوب وإثنيات مختلفة، في عام 2012 وبحسب الدراسات لم يعد غالبية المينونايت من خلفية تراثية أوروبيّة.
تواصل بعض السلالات المحافظة من المينونايت، مثل نظام المينونايت القديم ومستعمرة المينونايت القديمة على لغاتهم وعاداتهم التقليدية وتراثهم وممارسة زواج الأقارب حتى اليوم، تلك السلالات بالإمكان اعتبارها جماعات عرقية أو عرقية دينية. وينطبق هذا الوصف على الهوتريتيون والأميش وهم جماعات من الطائفة البروتستانتية تجديدية العماد. في السنوات الأخيرة ظهرت بعض المناقشات والجدالات حول مصطلح إثنية مينوناتية. يشير مصطلح الإثنية المينوناتية إلى المينونايت الذين تعود أصولهم إلى أوروبا الوسطى، حيث ينتمي أبناء هذه الجماعة للطائفة البروتستانتية المينوناتية. ويُستخدم هذا المصطلح أيضًا إلى الجوانب الثقافية الخاصة بالمينونايت، مثل اللغة وحياة الأسرة والفنون والمطبخ الخاص بهم مثل شوربة بورش.